# Evighet
| Evighet |
| --- |
| Allegorisk bild över kvinna och olika föremål som alla symboliserar evigheten (1670-talet, av Guido Cagnacci). - Betydelse – oändlig tidsrymd - I filosofin – det som är tidlöst (utanför tiden) - Liknande begrepp – evighetsmaskin, kalpa, odödlighet, sempiternitet |

Med evighet menas oftast en oändlig tidsrymd. Många har använt begreppet som en beskrivning av en tidlös tillvaro utanför tid och rum, tillståndet eller faktumet att vara oändlig eller evig. Klassisk filosofi definierar evigheten som det som är tidlöst eller existerar utanför tiden, medan sempiternitet motsvarar oändlig varaktighet.  
Den grekiska metafysikens tankar kring evigheten har starkt påverkat kristen, muslimsk och judisk teologi. Se vidare evigt liv. 
De två relaterade begreppen oföränderlighet och oändlighet definieras inom matematiken och mängdteorin. 

## Filosofi
Klassisk filosofi definierar evigheten som det som existerar utanför tiden, som i att beskriva tidlösa övernaturliga varelser och krafter, särskilda från sempiternitet som motsvarar oändlig tid, som beskrivs i rekviemböner för de döda. Vissa tänkare, som Aristoteles, ser evigheten av det naturliga kosmos i förhållande till både tidigare och framtida eviga varaktighet. Boethius definierade evigheten som "samtidig full och perfekt besittning av oändligt liv". Thomas av Aquino trodde att Guds evighet inte upphör, eftersom den är utan vare sig en början eller ett slut. Begreppet evighet är av gudomlig enkelhet och kan således inte definieras eller helt förstås av människorna.
Thomas Hobbes (1588–1679) och många andra i upplysningstiden hänvisade till den klassiska distinktionen för att lägga fram metafysiska hypoteser som "evigheten är ett permanent nu".

### Samtida filosofi och fysik
Idag hänvisar kosmologer, filosofer och andra till analyser av begreppet från olika kulturer och historiska epoker. De diskuterar bland annat huruvida ett absolut begrepp om evighet har verklig tillämpning för fysikens grundläggande lagar. (Jämför frågan om entropin som en pil av tid.)

## Religion
Evigheten som oändlig varaktighet är ett viktigt begrepp inom många kulturer och religioner. Gud eller gudar sägs ofta bestå för evigt, eller existera för alltid, utan början eller slut. Religiösa föreställningar om ett liv efter detta kan tala om fenomenet i termer av evighet eller evigt liv. Kristna teologer kan betrakta oföränderligheten, liksom de eviga platoniska formerna, som väsentliga för evigheten.

## Symbolik
Evigheten symboliseras ofta av den ändlösa ormen som sväljer sin egen svans – Ouroboros. Cirkeln, bandet eller ringen används också ofta som en symbol för evigheten, liksom den matematiska symbolen för oändlighet, {\displaystyle \infty }. Symboliskt är dessa påminnelser om att evigheten inte har någon början eller slut.

## Galleri

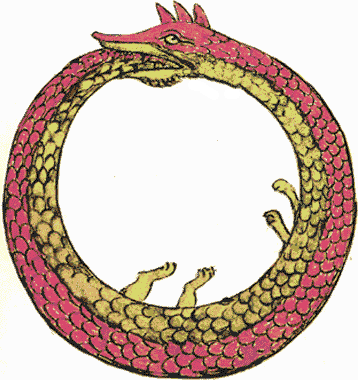
Ouroboros
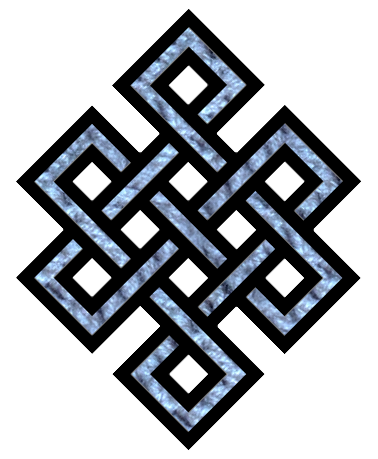
Den "åndlösa knuten", en symbol för evigheten som används inom tibetansk buddhism
Variationer av oändlighetssymboler
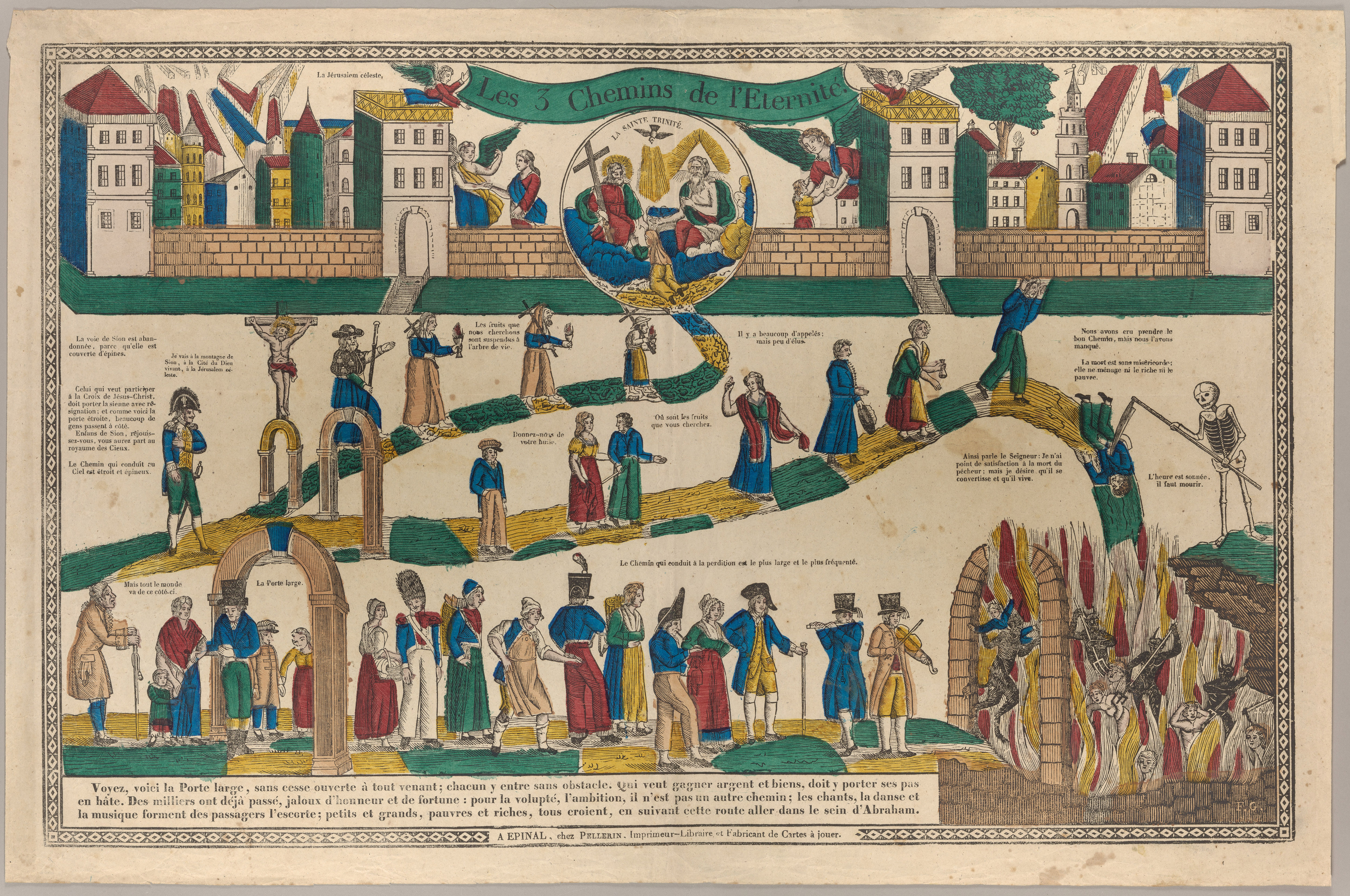
Folkkonstallegoriska kartan De 3 vägarna till evigheten, från Matteus 7:13-14 (1825; av träsnidaren Georgin François, 1801–1863)